# Naïssam Jalal
Pour les articles homonymes, voir Jalal.

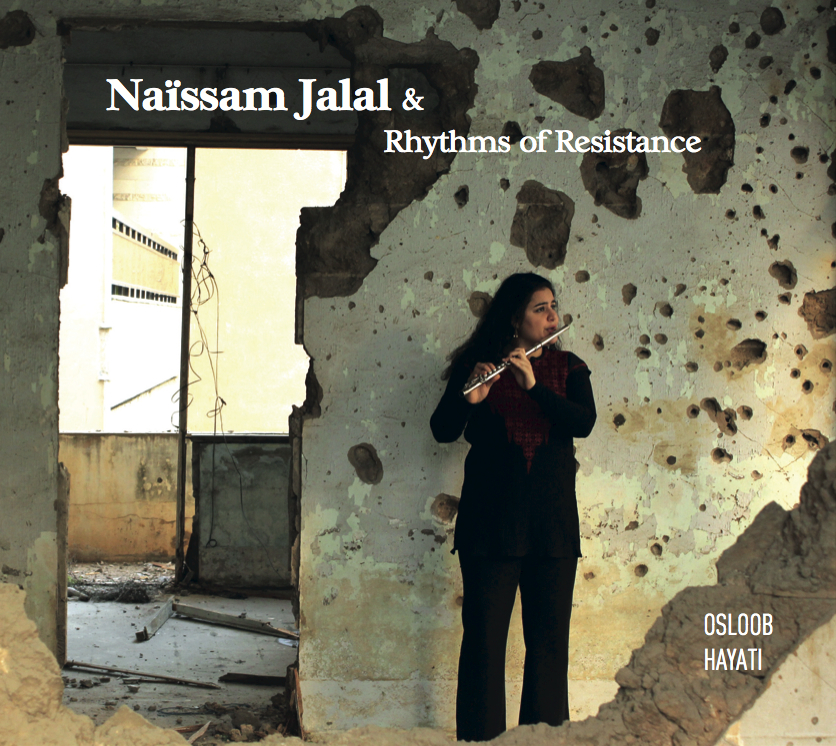
Album : Naïssam Jalal & Rhythms of Resistance - Osloob Hayati.

Naïssam Jalal (arabe : نيسم جلال), née en 1984 à Paris, est une flûtiste, chanteuse et compositrice française d'origine syrienne. Elle fonde et dirige plusieurs ensembles : Rhythms of Resistance, Quest of the Invisible, Al Akhareen, Healing Rituals et Landscapes of Eternity.
Elle nourrit son expression dans les musiques afro-américaines, la musique arabe classique, la musique hindoustanie et la musique mandingue.
Au fil de ses 9 albums, Naïssam Jalal a reçu des récompenses dont le Grand Prix de l’Académie Charles-Cros 2017, les Victoires du Jazz 2019, le Prix des Musiques d’ICI 2020 et le premier prix Jazz de l’International Songwriting Competition 2022. En 2023, elle est nommée Chevalière des Arts et des Lettres, et Femmes de Culture. Naïssam Jalal est aussi désignée parmi les meilleures flûtistes de l’année par Jazz Magazine et Jazz News en 2021, 2023 et 2024.

## Biographie

### Jeunesse et formation
Naïssam Jalal commence la flûte traversière à l’âge de six ans, encouragée par ses parents peintres d’origine syrienne. Après l’obtention de son certificat de fin d'études musicales (CFEM) et s'être découverte une réelle passion pour l’improvisation musicale, elle s'émancipe du conservatoire à 17 ans et entame une tournée au Mali avec la fanfare funk Tarace Boulba.
À 19 ans, la musicienne quitte de nouveau la Seine-et-Marne et la commune de Torcy afin de partir étudier le ney, flûte traditionnelle orientale, au Grand Institut de musique arabe de Damas. Bien qu'elle ne maîtrise pas encore la langue arabe, sa formation se poursuit lors de trois années au Caire avec le maître violoniste Abdu Dagher, puis six ans supplémentaires entre Paris et Beyrouth, où elle rencontre le groupe de rap Katibe 5 et multiplie les contacts avec la scène musicale underground.
En Égypte, elle accompagne le pianiste égyptien Fathy Salama lors de ses nombreux spectacles à l’Opéra du Caire et dans les plus prestigieux théâtres du pays. Ses influences multiples oscillent du jazz au hip-hop en passant par l'improvisation.

### Carrière professionnelle

#### Années 2000
En 2006 de retour en France, Naïssam Jalal s'associe au rappeur libanais Rayess Bek qu'elle accompagne lors de nombreuses tournées à travers la Belgique, l'Espagne, l'Allemagne, le Maroc ou encore le Liban.
Dès 2008, la musicienne se produit régulièrement aux côtés d'Hazem Shaheen, joueur de oud égyptien puis signe en 2009, un premier album nommé Aux Résistances, en collaboration avec Yann Pittard et le duo Noun Ya. Par ailleurs, Naïssam multiplie les rencontres sur scène avec des artistes du monde entier tels Tony Allen, Cheick Tidiane Seck, Hilaire Penda, Fatoumata Diawara, Napoleon Maddox ou Nelson Veras.

#### Années 2010
En 2011, à l'aube des révolutions arabes, elle fonde le quintet Rhythms of Resistance accompagnée par Mehdi Chaib (saxophone), Karsten Hochapfel (guitare, violoncelle), Matyas Szandai (contrebasse) et Francesco Pastacaldi (batterie), plus tard remplacés par Damien Varaillon (contrebasse) et Arnaud Dolmen (batterie). Le premier album du groupe Osloob Hayati est édité en 2015 et mêle les esthétiques, les traditions extra occidentales et l’art de l’improvisation.
En 2012, la compositrice réalise la bande originale du documentaire La Femme à la caméra réalisé par Karima Zoubir chez Les Films de Demain.

En 2013, Naïssam intègre le quintet d’Hubert Dupont pour son album Jasmim.

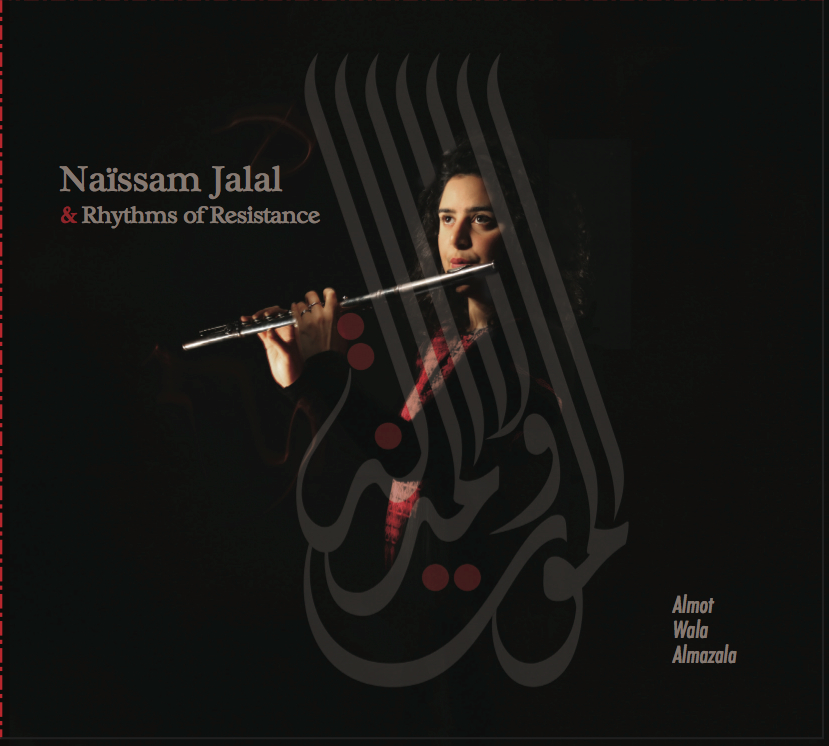
Naïssam Jalal & Rhythms of Resistance - Almot Wala Almazala.

Pour son deuxième album, Almot Wala Almazala (« la mort plutôt que l’humiliation ») publié en 2016, Naïssam Jalal et l'ensemble Rhythms of Resistance rend hommage aux martyrs de la révolution syrienne. Cet album reçoit le prix Coup de cœur de l'Académie Charles-Cros.
En 2017, elle accompagne le Friensemblet de Mathilde Groos Viddal pour l’album Out of silence dont elle compose certains titres.
La même année, elle compose la bande originale du documentaire Syrie, le cri étouffé réalisé par Manon Loizeau, qui traite du viol des femmes en Syrie, utilisé en tant qu'arme de guerre.
Elle explore par ailleurs les possibles du hip-hop avec le rappeur Osloob dans leur formation Al Akhareen. Ensemble, ils interrogent la place de l’« autre », de l’étranger, dans un album éponyme sorti en 2018. Ils évoluent en sextet avec le saxophoniste Mehdi Chaïb, la bassiste Viryane Say, le batteur Clément Cliquet et le DJ Junkaz Lou. Al Akhareen existe également en version trio avec seulement Naïssam Jalal, Osloob et DJ Junkaz Lou. L'album obtient le Prix des Musiques d'ICI en 2020.
Avec la compagnie Le 7 au soir et Yvan Corbineau, Naïssam Jalal et Osloob créent le spectacle Le Bulldozer et l’Olivier qui retrace de manière poétique l’histoire du conflit israelo-palestinien.
Naïssam collabore toujours avec Hazem Shaheen, et compose avec lui l'album Liqaa en 2018, un ensemble de morceaux engagés politiquement et qui interrogent sur le sens de la vie et le destin.
Avec Claude Tchamitchian (contrebasse) et Léonardo Montana (piano), Naïssam Jalal réalise en 2019 le double album Quest of the Invisible avec en invité le percussionniste Hamid Drake sur certains titres. Cet album explore le silence, le vide, et l’invisible. Avec cet album, Naïssam remporte la Victoire du Jazz 2019 comme album inclassable de l’année.
La flûtiste compose un second album en 2019, Om Al Aagayeb, enregistré en Égypte avec 13 musiciens et chanteurs et chanteuses du Caire. Elle y développe ses liens avec ce pays dans lequel elle a vécu en parcourant les différentes traditions musicales locales. La même année, elle apparaît également aux côtés de Nicolas Bauer Artefact sur un titre de leur album Artefact / Borderline.

#### Années 2020
Naïssam Jalal continue de collaborer avec le rappeur palestinien Osloob et apparait sur son album sorti en 2020, Dawayer (Circles). En 2020 toujours, Naïssam joue cette fois avec le quintet du percussionniste et guitariste cubain Joel Hierrezuelo pour leur album Así de Simple.
Le double album Un Autre Monde sorti en février 2021 fête les 10 ans de son quintet Rhythms of Resistance. Le deuxième CD contient une version symphonique de certains titres enregistrés avec l’Orchestre national de Bretagne. Véritable cri d’alerte quant aux catastrophes sociales et écologiques, cet album évoque également un monde meilleur qu’il serait possible d’atteindre.
Le 9 mars 2021, Naïssam Jalal enregistre avec Jean-Jacques Birgé et Mathias Lévy l'album Tout Abus Sera Puni, un ensemble de morceaux improvisés en tirant au hasard des thèmes tirés d'un livre graphique de Mc Gayffier. La même année, Naïssam apparaît sur l’album Mugham d’Etibar Asadli.
Depuis 2021, Naïssam dévoile le quartet Healing Rituals, huit rituels de guérison imaginaires et contemporains inspirés des traditions animistes, accompagnée par les musiciens Claude Tchamitchian (contrebasse), Clément Petit (violoncelle) et Zaza Desiderio (batterie). Healing Rituals sort un album éponyme le 31 mars 2023.
Depuis 2022, Naïssam Jalal multiplie les collaborations et apparaît sur les projets d’Arnaud Dolmen (Adjusting), Sarah Lenka (Mahala), Abdoulaye Nderguet (L’âme du blues), Marion Rampal (Cantilène) et Kareen Guiock-Thuram (Nina).
En 2024, Naïssam Jalal présente Landscapes of Eternity, sa nouvelle création autour des paysages de la musique classique d’Inde du nord.

## Prix / Récompenses
- 2017 : Coup de cœur de l'Académie Charles-Cros[13]
- 2019 : Victoire du jazz, album inclassable de l'année[23]
- 2020 : Prix des Musiques d'ICI[19]
- 2023 : Chevalière de l'ordre des Arts et des Lettres[39]
- 2023 : Femme de Culture[40]

## Discographie

### En tant que leader
- 2009 : Aux résistances[6], Noun Ya
- 2015 : Osloob Hayati[6], Naïssam Jalal & Rythms of Resistance, Les couleurs du son / L'Autre Distribution
- 2016 : Almot Wala Almazala[12], Naïssam Jalal & Rythms of Resistance', Les couleurs du son / L'Autre Distribution
- 2018 : Al Akhareen[16], Naïssam Jalal, Osloob, Al Akhareen, Les couleurs du son / L'Autre Distribution
- 2018 : Liqaa[21], Naïssam Jalal & Hazem Shaheen, Institut du Monde Arabe / Pias
- 2019 : Quest of the Invisible[22], Naïssam Jalal & Hamid Drake, Les couleurs du son / L'Autre Distribution
- 2019 : Om Al Aagayeb[24], Les couleurs du son / L'Autre Distribution
- 2021 : Un Autre Monde[28], Les couleurs du son / L'Autre Distribution
- 2023 : Healing Rituals, Les couleurs du son / L'Autre Distribution
- 2025 : Souffles, Les couleurs du son / L'Autre Distribution

### En tant qu'invitée
- 2013 : Jasmim[10], Hubert Dupont, Ultrabolic
- 2017 : Out of Silence[14], Mathilde Grooss Viddal: Friensemblet, Giraffa
- 2019 : Borderline[25], Nicolas Bauer Artefact, MusicDiffusion (a Most Wanted Music division)
- 2020 : Dawayer (Circles)[26], Osloob, Les couleurs du son
- 2020 : Asi De Simple[27], Joel Hierrezuelo, Continuo Jazz
- 2020 No Solo, Andy Emler, La Buissonne.
- 2021 : Tout Abus Sera Puni[29], Jean-Jacques Birgé et Mathias Lévy, GRRR
- 2021 : Mugham[30], Etibar Asadli, ASADLI music
- 2022 : Adjusting[33], Arnaud Dolmen, Gaya Music Production
- 2022 : Mahala[34], Sarah Lenka, Musique Sauvage
- 2022 : L'âme du blues[35], Abdoulaye Nderguet, Go Musick